# 대전가장초등학교
대전가장초등학교는 대한민국 대전광역시 서구 가장동에 있는 공립 초등학교이다.

## 학교 연혁
- 1983년 12월 13일 대전가장국민학교 개교
- 1984년 3월 1일 32교실 준공, 27학급 편성
- 1996년 3월 1일 대전가장초등학교로 개명
- 1996년 5월 22일 병설유치원 1학급 인가
- 2002년 3월 1일 교육인적자원부 지정 연구학교 (제7차 교육과정)
- 2002년 9월 8일 신축교사 완공(20개 교실 및 강당 포함)
- 2010년 12월 23일 다목적 강당(한울관) 및 학교 공원화 사업
- 2013년 3월 1일 대전광역시교육청 지정 사이버 청정선도 학교
- 2014년 2월 14일 제30회 졸업식(누계 8,143명)
- 2014년 3월 1일 41학급 편성(특수 2학급 포함)
- 2014년 3월 1일 대전광역시교육청 지정 방과후 돌봄 연구학교
- 2015년 2월 13일 제31회 졸업식(누계 8,309명)
- 2015년 3월 1일 38학급 편성(특수 2학급 포함)

## 참고 자료
- 대전가장초등학교 - 한국교육학술정보원 학교알리미